# Andrea Sottil
Andrea Sottil (Venaria Reale, 4 gennaio 1974) è un allenatore di calcio ed ex calciatore italiano, di ruolo difensore, tecnico del Modena.

## Biografia
Ha due figli, entrambi calciatori: Riccardo, classe 1999 e attaccante della Fiorentina, ed Edoardo, difensore classe 2005 del Ragusa.

## Caratteristiche tecniche
Da calciatore è stato un difensore centrale forte fisicamente, bravo nel mantenere la posizione e nel gioco aereo.

## Carriera

Andrea Sottil nelle giovanili del, nel 1992

### Giocatore

#### Club

##### Torino, Fiorentina e Atalanta
Originario del Veneto, dopo aver compiuto la trafila delle giovanili nel Torino, Sottil debutta in prima squadra, con la quale esordisce in Serie A in Torino-Foggia (1-1) del 6 dicembre 1992. Con i granata esordisce anche in campo europeo. A 20 anni, rientrato dall'infortunio al crociato, gioca da titolare al Delle Alpi contro l'Arsenal negli quarti di andata della Coppa delle Coppe 1993-1994. Veste i colori granata fino all'estate del 1994, quando approda alla Fiorentina. 
Veste viola fino al 1996, trovando 1 gol in 33 presenze. Nel 1996 passa all'Atalanta, in cui resta fino al 1999.

##### Udinese
Nel 1999 passa all'Udinese, dove rimane per quattro stagioni, tutte disputate in Serie A. Realizza la sua prima rete alla 13ª giornata del campionato di Serie A 1999-2000, nella sconfitta esterna per 3-1 contro il Perugia. La prima stagione ad Udine è la sua migliore in assoluto a livello realizzativo, con 5 reti segnate in 29 presenze in campionato. Dopo qualche mese vince la Coppa Intertoto 2000, battendo nel doppio incontro il Sigma Olomouc con la conseguente qualificazione alla Coppa UEFA dell'Udinese. Nella sua ultima stagione con il club friulano, la 2002-2003, l'Udinese riesce a ottenere la qualificazione alla Coppa UEFA.

##### Reggina e Genoa
Nel 2003 passa alla Reggina, con cui segna un gol nella partita pareggiata per 4-4 contro il Brescia del 21 settembre 2003. I calabresi si piazzano quintultimi, salvandosi con un margine di due punti sulla zona retrocessione.
Nell'estate del 2004 passa al Genoa, scendendo così di categoria. Anche con questa maglia segna un solo gol, il 6 ottobre 2004 nella partita vinta per 5-2 contro il Vicenza (gol dell'1-0). Il Genoa arriva primo in classifica, ma in estate viene declassato all'ultimo posto della classifica e retrocesso in Serie C, per il noto Caso Genoa.

##### Catania, Rimini e Alessandria
Nell'estate del 2005 viene venduto al Catania, con cui resta fino al 2008. Nella sua prima stagione, è artefice insieme ai compagni alla storica promozione in A dopo 23 anni del club rosso-azzurro. Con i siciliani realizza 2 gol in 66 presenze: il primo segna contro il Crotone il 24 settembre 2005, il secondo il 1º aprile 2007 contro il Livorno (che coincide anche con il suo ultimo gol in Serie A) in una sconfitta per 4-1. Nella stagione 2007-2008 colleziona solo 7 presenze.
Nel 2008 passa al Rimini, scendendo di nuovo di categoria. Con i romagnoli realizza un solo gol, che è anche l'ultimo della sua carriera: segna il 23 maggio 2009, alla penultima giornata di campionato, contro il Pisa, il momentaneo gol dell'1-0 (finita 1-1 con gol di Gaël Genevier). A fine stagione però il Rimini retrocederà in Lega Pro.
Il 22 luglio 2009 passa all'Alessandria e a stagione conclusa, decide di ritirarsi dal calcio giocato per intraprendere la carriera da allenatore.

#### Nazionale
Non ha mai preso parte ad una partita della nazionale maggiore, ma è stato un elemento importante della selezione Under-18. Con la selezione infatti, tra il 1990 e il 1992 ha totalizzato 17 presenze e ha realizzato anche un gol. Conta inoltre una presenza con l'Under-21.

### Allenatore

#### Inizi
Terminata la carriera da calciatore, dal gennaio 2011 allena i Giovanissimi (classe 1996) della Società Dilettantistica Lucento.

#### Siracusa
Il 25 giugno 2011 firma un contratto con il Siracusa, in Lega Pro Prima Divisione. La squadra termina la stagione prima in classifica, ma, a causa dei mancati pagamenti degli stipendi ai calciatori, subisce cinque punti di penalizzazione e giunge 3ª in campionato, mancando poi la promozione ai play-off per mano della Virtus Lanciano.

#### Gubbio
Il 21 giugno 2012 diventa il nuovo allenatore del Gubbio che si appresta ad affrontare il torneo di Lega Pro Prima Divisione.
Il 10 dicembre seguente inizia a frequentare a Coverciano il corso di abilitazione per il master di allenatori professionisti Prima Categoria-UEFA Pro.
Il 23 giugno 2013 la società umbra comunica di aver sollevato il tecnico dall'incarico di allenatore, dopo una sola stagione dove ha condotto la squadra all'ottavo posto.

#### Cuneo e Paganese
L'11 luglio è passato al Cuneo, in Lega Pro Seconda Divisione. Viene esonerato il 7 gennaio 2014 dopo la sconfitta interna contro la Torres che lascia i piemontesi a metà classifica in zona play-out a soli 3 punti dall'8º posto che garantisce la promozione diretta in Serie C.
Il 7 ottobre accetta l'incarico di allenare la Paganese per la stagione 2014-2015, sostituendo l'esonerato Stefano Cuoghi. Con la formazione campana si piazza quindicesimo al termine della stagione, centrando l'obiettivo salvezza.

#### Seconda esperienza al Siracusa
Il 24 settembre 2015 ritorna ad allenare il Siracusa in Serie D, subentrando dopo tre giornate all'esonerato Lorenzo Alacqua con la squadra nelle zone basse della classifica del girone I. L'8 maggio 2016 la formazione siciliana vince il proprio girone e torna in Lega Pro dopo quattro anni. Concluderà la stagione successiva raggiungendo i play-off, battendo anche in campionato la sua ex squadra, il Catania. 
Il 21 gennaio 2017 festeggia le 100 panchine da allenatore del Siracusa nella gara interna giocata contro il Taranto.
Il 13 giugno 2017, di comune accordo con la società azzurra, decide di non rinnovare il contratto.

#### Livorno
Il 7 luglio 2017 viene ufficializzato il suo ingaggio da parte del Livorno militante in Serie C. Dopo aver dominato il girone di andata concluso con dieci punti di vantaggio, nel girone di ritorno perde tutto il vantaggio e dopo che la squadra è scivolata al secondo posto (seppur con una gara da recuperare) per contrasti con la società, il 6 marzo 2018 rassegna le dimissioni. Dopo due giorni revoca le proprie dimissioni e torna a condurre la panchina labronica ma dopo una vittoria ed una sconfitta, il 19 marzo 2018 viene esonerato e sostituito da Luciano Foschi. Dopo altre 5 giornate, con due vittorie e 3 sconfitte, l'8 aprile il Livorno lo richiama in panchina, venti giorni dopo ottiene la promozione in Serie B con gli amaranto con una giornata di anticipo al termine del campionato.

#### Catania
Il 5 luglio 2018 il Catania ne ufficializza l'ingaggio come nuova guida tecnica, stipulando un contratto triennale.
Il 25 febbraio 2019 viene esonerato con la squadra al quarto posto in classifica.. Il 6 maggio, dopo la fine della stagione regolare, viene richiamato in panchina per i playoff dove viene eliminato dal Trapani in semifinale. Il 2 luglio viene esonerato di nuovo.

#### Pescara
Il 7 luglio 2020 sostituisce Nicola Legrottaglie sulla panchina del Pescara. Debutta nel campionato cadetto tre giorni dopo contro il Perugia (2-2). Con una vittoria (contro il Livorno già retrocesso), 3 pareggi e 2 sconfitte, conduce la squadra al diciassettesimo posto nella stagione regolare, piazzamento che costringe la compagine abruzzese a disputare i play-out contro il Perugia. Dopo la vittoria per 1-2 nella gara di andata in trasferta, al ritorno il Pescara perde con lo stesso risultato in casa, ma si salva avendo la meglio ai tiri di rigore. Nonostante la salvezza ottenuta ai play-out, non viene confermato per la stagione successiva e il 29 agosto viene sostituito da Massimo Oddo, ex tecnico proprio degli umbri.

#### Ascoli
Il 23 dicembre 2020 viene ingaggiato dall'Ascoli, penultimo in Serie B con 6 punti, in sostituzione dell'esonerato Delio Rossi e quattro giorni dopo al debutto vince contro la SPAL (2-0). Il 7 maggio, battendo il Cittadella per 2-0, riesce nell’impresa di salvare direttamente la squadra marchigiana con un turno di anticipo evitando di passare per i play-out visti i 9 punti di differenza con il Cosenza diciassettesimo in classifica. Termina quindi il campionato al sedicesimo posto con un bottino di 10 vittorie, 8 pareggi e 6 sconfitte con 38 punti raccolti in 24 partite, guadagnandosi a fine stagione il rinnovo del contratto fino al 2023.
Nella stagione seguente il club bianconero riesce ad arrivare sesto e ai play-off viene eliminato al turno preliminare per mano del Benevento. Il 6 giugno 2022 risolve il proprio contratto con il club bianconero.

#### Udinese e Salernitana
Il 7 giugno 2022 viene ingaggiato dall'Udinese, sottoscrivendo un contratto annuale.
In campionato si piazza al dodicesimo posto con 46 punti. La stagione seguente, dopo un avvio negativo di campionato dove in 9 partite colleziona 6 pareggi e 3 sconfitte, il 24 ottobre 2023 viene sollevato dall'incarico con la squadra al terzultimo posto in classifica.
Il 20 giugno 2024 Sottil sottoscrive un contratto biennale con la Salernitana, neo-retrocessa in Serie B. Tuttavia il 2 luglio successivo, ossia il giorno seguente all'entrata in vigore del contratto, il tecnico rassegna ufficialmente le proprie dimissioni dall'incarico, per via di sopraggiunte divergenze sul progetto tecnico e forti dubbi sul futuro societario.

#### Sampdoria e Modena
Il 29 agosto seguente sostituisce l'esonerato Andrea Pirlo sulla panchina della Sampdoria, penultima in Serie B con un punto dopo tre gare, stipulando un contratto annuale con opzione per un'ulteriore stagione con la società blucerchiata. Due giorni dopo al debutto pareggia con il Bari (0-0). La prima vittoria arriva alla sua terza uscita, il 20 settembre contro il Sudtirol (1-0). Il 9 dicembre, all'indomani della sconfitta contro il Sassuolo per 5-1, viene sollevato dall’incarico con la squadra al quindicesimo posto in classifica avendo messo insieme 16 punti in 13 partite.
Il 16 giugno 2025, viene ufficializzato l'ingaggio di Sottil come allenatore del Modena, sempre in Serie B, con cui firma un contratto biennale, valido a partire dal 1° luglio seguente.

## Statistiche

### Presenze e reti nei club
| Stagione          | Squadra           | Campionato        | Campionato | Campionato | Coppe nazionali | Coppe nazionali | Coppe nazionali | Coppe continentali | Coppe continentali | Coppe continentali | Totale | Totale |
| Stagione          | Squadra           | Comp              | Pres       | Reti       | Comp            | Pres            | Reti            | Comp               | Pres               | Reti               | Pres   | Reti   |
| ----------------- | ----------------- | ----------------- | ---------- | ---------- | --------------- | --------------- | --------------- | ------------------ | ------------------ | ------------------ | ------ | ------ |
| 1991-1992         | Torino            | A                 | 0          | 0          | CI              | 0               | 0               | CU                 | 0                  | 0                  | 0      | 0      |
| 1992-1993         | Torino            | A                 | 10         | 0          | CI              | 2               | 0               | CU                 | 0                  | 0                  | 12     | 0      |
| 1993-1994         | Torino            | A                 | 4          | 0          | CI              | 0               | 0               | CU                 | 1                  | 0                  | 5      | 0      |
| Totale Torino     | Totale Torino     | Totale Torino     | 14         | 0          |                 | 2               | 0               |                    | 1                  | 0                  | 17     | 0      |
| 1994-1995         | Fiorentina        | A                 | 17         | 1          | CI              | 2               | 0               | -                  | -                  | -                  | 19     | 1      |
| 1995-1996         | Fiorentina        | A                 | 16         | 0          | CI              | 5               | 0               | -                  | -                  | -                  | 21     | 0      |
| Totale Fiorentina | Totale Fiorentina | Totale Fiorentina | 33         | 1          |                 | 7               | 0               |                    | -                  | -                  | 40     | 1      |
| 1996-1997         | Atalanta          | A                 | 32         | 0          | CI              | 1               | 0               | -                  | -                  | -                  | 33     | 0      |
| 1997-1998         | Atalanta          | A                 | 27         | 1          | CI              | 4               | 0               | -                  | -                  | -                  | 31     | 0      |
| 1998-1999         | Atalanta          | B                 | 33         | 1          | CI              | 6               | 0               | -                  | -                  | -                  | 39     | 1      |
| Totale Atalanta   | Totale Atalanta   | Totale Atalanta   | 92         | 2          |                 | 11              | 0               |                    | -                  | -                  | 103    | 2      |
| 1999-2000         | Udinese           | A                 | 29         | 5          | CI              | 1               | 0               | CU                 | 7                  | 1                  | 37     | 6      |
| 2000-2001         | Udinese           | A                 | 32         | 1          | CI              | 6               | 1               | Int+CU             | 6+4                | 0                  | 48     | 2      |
| 2001-2002         | Udinese           | A                 | 17         | 0          | CI              | 4               | 0               | -                  | -                  | -                  | 21     | 0      |
| 2002-2003         | Udinese           | A                 | 9          | 0          | CI              | 0               | 0               | -                  | -                  | -                  | 9      | 0      |
| Totale Udinese    | Totale Udinese    | Totale Udinese    | 87         | 6          |                 | 11              | 1               |                    | 17                 | 1                  | 115    | 8      |
| 2003-2004         | Reggina           | A                 | 25         | 1          | CI              | 1               | 0               | -                  | -                  | -                  | 26     | 1      |
| 2004-2005         | Genoa             | B                 | 33         | 1          | CI              | 3               | 0               | -                  | -                  | -                  | 36     | 1      |
| 2005-gen.2006     | Genoa             | C1                | 0          | 0          | CI              | 0               | 0               | -                  | -                  | -                  | 0      | 0      |
| Totale Genoa      | Totale Genoa      | Totale Genoa      | 33         | 1          |                 | 3               | 0               |                    | -                  | -                  | 36     | 1      |
| gen-giu 2006      | Catania           | B                 | 30         | 1          | CI              | 0               | 0               | -                  | -                  | -                  | 30     | 1      |
| 2006-2007         | Catania           | A                 | 29         | 1          | CI              | 1               | 0               | -                  | -                  | -                  | 30     | 1      |
| 2007-2008         | Catania           | A                 | 7          | 0          | CI              | 4               | 0               | -                  | -                  | -                  | 11     | 0      |
| Totale Catania    | Totale Catania    | Totale Catania    | 66         | 2          |                 | 5               | 0               |                    | -                  | -                  | 71     | 2      |
| 2008-2009         | Rimini            | B                 | 37+1       | 1+0        | CI              | 0               | 0               | -                  | -                  | -                  | 38     | 1      |
| 2009-2010         | Alessandria       | 1D                | 26         | 0          | CI+CI-LP        | 2+0             | 0               | -                  | -                  | -                  | 28     | 0      |
| Totale carriera   | Totale carriera   | Totale carriera   | 376        | 13         |                 | 42              | 1               |                    | 18                 | 0                  | 455    | 15     |

### Statistiche da allenatore
Statistiche aggiornate al 9 dicembre 2024. In grassetto le competizioni vinte.
| Stagione        | Squadra         | Campionato      | Campionato | Campionato | Campionato | Campionato | Coppe nazionali | Coppe nazionali | Coppe nazionali | Coppe nazionali | Coppe nazionali | Coppe continentali | Coppe continentali | Coppe continentali | Coppe continentali | Coppe continentali | Altre coppe | Altre coppe | Altre coppe | Altre coppe | Altre coppe | Totale | Totale | Totale | Totale | % Vittorie | Piazzamento      |
| Stagione        | Squadra         | Comp            | G          | V          | N          | P          | Comp            | G               | V               | N               | P               | Comp               | G                  | V                  | N                  | P                  | Comp        | G           | V           | N           | P           | G      | V      | N      | P      | %          | Piazzamento      |
| --------------- | --------------- | --------------- | ---------- | ---------- | ---------- | ---------- | --------------- | --------------- | --------------- | --------------- | --------------- | ------------------ | ------------------ | ------------------ | ------------------ | ------------------ | ----------- | ----------- | ----------- | ----------- | ----------- | ------ | ------ | ------ | ------ | ---------- | ---------------- |
| 2011-2012       | Siracusa        | 1D              | 34+2       | 18+0       | 9+1        | 7+1        | CI+CI-LP        | 2+1             | 1+0             | 0+0             | 1+1             | -                  | -                  | -                  | -                  | -                  | -           | -           | -           | -           | -           | 39     | 19     | 10     | 10     | 48,72      | 3°               |
| 2012-2013       | Gubbio          | 1D              | 30         | 11         | 7          | 12         | CI+CI-LP        | 1+2             | 0+1             | 0+0             | 1+1             | -                  | -                  | -                  | -                  | -                  | -           | -           | -           | -           | -           | 33     | 12     | 7      | 14     | 36,36      | 8°               |
| 2013-gen. 2014  | Cuneo           | 2D              | 18         | 5          | 8          | 5          | CI-LP           | 6               | 3               | 3               | 0               | -                  | -                  | -                  | -                  | -                  | -           | -           | -           | -           | -           | 24     | 8      | 11     | 5      | 33,33      | Eson.            |
| ott. 2014-2015  | Paganese        | LP              | 31         | 7          | 12         | 12         | CI-LP           | -               | -               | -               | -               | -                  | -                  | -                  | -                  | -                  | -           | -           | -           | -           | -           | 31     | 7      | 12     | 12     | 22,58      | Sub., 15°        |
| set. 2015-2016  | Siracusa        | D               | 33+2       | 21+1       | 10+0       | 2+1        | CI-D            | 1               | 0               | 0               | 1               | -                  | -                  | -                  | -                  | -                  | -           | -           | -           | -           | -           | 36     | 22     | 10     | 4      | 61,11      | Sub., 1° (prom.) |
| 2016-2017       | Siracusa        | LP              | 38+1       | 16+0       | 9+0        | 13+1       | CI-LP           | 2               | 0               | 1               | 1               | -                  | -                  | -                  | -                  | -                  | -           | -           | -           | -           | -           | 41     | 16     | 10     | 15     | 39,02      | 6°               |
| Totale Siracusa | Totale Siracusa | Totale Siracusa | 110        | 56         | 29         | 25         |                 | 6               | 1               | 1               | 4               |                    | -                  | -                  | -                  | -                  |             | -           | -           | -           | -           | 116    | 57     | 30     | 29     | 49,14      |                  |
| 2017-2018       | Livorno         | C               | 31         | 18         | 8          | 5          | CI+CI-C         | 2+2             | 0+1             | 1+0             | 1+1             | -                  | -                  | -                  | -                  | -                  | SC-C        | 2           | 1           | 0           | 1           | 37     | 20     | 9      | 8      | 54,05      | 1° (prom.)       |
| 2018-2019       | Catania         | C               | 26+5       | 15+1       | 5+4        | 6+0        | CI+CI-C         | 4+1             | 3+0             | 0+0             | 1+1             | -                  | -                  | -                  | -                  | -                  | -           | -           | -           | -           | -           | 36     | 19     | 9      | 8      | 52,78      | Eson., Sub., 4°  |
| lug.-ago. 2020  | Pescara         | B               | 6+2        | 1+1        | 3+0        | 2+1        | CI              | -               | -               | -               | -               | -                  | -                  | -                  | -                  | -                  | -           | -           | -           | -           | -           | 8      | 2      | 3      | 3      | 25,00      | Sub., 17°        |
| dic. 2020-2021  | Ascoli          | B               | 24         | 10         | 8          | 6          | CI              | -               | -               | -               | -               | -                  | -                  | -                  | -                  | -                  | -           | -           | -           | -           | -           | 24     | 10     | 8      | 6      | 41,67      | Sub., 16°        |
| 2021-2022       | Ascoli          | B               | 38+1       | 19+0       | 8+0        | 11+1       | CI              | 1               | 0               | 0               | 1               | -                  | -                  | -                  | -                  | -                  | -           | -           | -           | -           | -           | 40     | 19     | 8      | 13     | 47,50      | 6°               |
| Totale Ascoli   | Totale Ascoli   | Totale Ascoli   | 63         | 29         | 16         | 18         |                 | 1               | 0               | 0               | 1               |                    | -                  | -                  | -                  | -                  |             | -           | -           | -           | -           | 64     | 29     | 16     | 19     | 45,31      |                  |
| 2022-2023       | Udinese         | A               | 38         | 11         | 13         | 14         | CI              | 2               | 1               | 0               | 1               | -                  | -                  | -                  | -                  | -                  | -           | -           | -           | -           | -           | 40     | 12     | 13     | 15     | 30,00      | 12°              |
| lug.-ott. 2023  | Udinese         | A               | 9          | 0          | 6          | 3          | CI              | 1               | 1               | 0               | 0               | -                  | -                  | -                  | -                  | -                  | -           | -           | -           | -           | -           | 10     | 1      | 6      | 3      | 10,00      | Eson.            |
| Totale Udinese  | Totale Udinese  | Totale Udinese  | 47         | 11         | 19         | 17         |                 | 3               | 2               | 0               | 1               |                    | -                  | -                  | -                  | -                  |             | -           | -           | -           | -           | 50     | 13     | 19     | 18     | 26,00      |                  |
| ago.-dic. 2024  | Sampdoria       | B               | 13         | 4          | 4          | 5          | CI              | 1               | 0               | 1               | 0               | -                  | -                  | -                  | -                  | -                  | -           | -           | -           | -           | -           | 14     | 4      | 5      | 5      | 28,57      | Sub., Eson.      |
| 2025-2026       | Modena          | B               | 0          | 0          | 0          | 0          | CI              | 1               | 0               | 0               | 1               | -                  | -                  | -                  | -                  | -                  | -           | -           | -           | -           | -           | 1      | 0      | 0      | 1      | &0,00      | in corso         |
| Totale carriera | Totale carriera | Totale carriera | 382        | 159        | 115        | 108        |                 | 30              | 11              | 6               | 13              |                    | -                  | -                  | -                  | -                  |             | 2           | 1           | 0           | 1           | 414    | 171    | 121    | 122    | 41,30      |                  |

## Palmarès

### Giocatore

#### Competizioni giovanili
- Campionato Primavera: 1

Torino: 1991-1992

#### Competizioni nazionali
- Coppa Italia: 2

Torino: 1992-1993
Fiorentina: 1995-1996

#### Competizioni internazionali
- Coppa Intertoto UEFA: 1

Udinese: 2000

### Allenatore

#### Competizioni interregionali
- Serie D: 1

Siracusa: 2015-2016 (girone I)

#### Competizioni nazionali
- Serie C: 1

Livorno: 2017-2018 (girone A)